# سلیم نیشابوری
سلیم نیشابوری خوشنویس زبردست قرن دهم هجری و از شاگردان شاه‌محمود نیشابوری در خط نستعلیق بوده که به نوشته عبدالمحمدخان ایرانی در کتاب پیدایش خط و خطاطان در نقاشی و تذهیب نیز دست داشته است. در این کتاب آمده او پس از شاگردی شاه محمود نیشابوری استاد مسلم خوشنویسی به استرآباد رفت و نزد جلال الدین حیدر استرآبادی شاگردی کرد و پس از آن مدتی هم در یزد نزد قطب الدین یزدی به تحصیل خط پرداخت. تا در نگاشتن خط خفی و جلی مهارتی کامل یافت.